# Villognon
Villognon é uma comuna francesa na região administrativa da Nova Aquitânia, no departamento de Charente. Estende-se por uma área de 9,17 km². Em 2010 a comuna tinha 320 habitantes (densidade: 34,9 hab./km²).